# Spoorlijn Charleville-Mézières - Hirson
De Spoorlijn Charleville-Mézières - Hirson is een Franse spoorlijn tussen Charleville-Mézières en Hirson. Het deel tussen Charleville-Mézières en Tournes is nog in gebruik. Het stuk tussen Tournes en Hirson via Auvillers-les-Forges is opgebroken. Treinverkeer vanaf Tournes gaat thans via Liart naar Hirson. De lijn was 55,5 km lang en had als lijnnummer 223 000.

## Geschiedenis
De spoorlijn werd in 1869 aangelegd door de Compagnie des chemins de fer de l'Est. Het traject was bochtig en met een maximaal ‰ van 15 ook vrij steil. In 1884 werd de spoorlijn Tournes - Auvillers tussen  geopend met een maximaal ‰ van 8. Nadat in 1906 de spoorlijn Liart - Tournes in gebruik werd genomen ging het doorgaande verkeer vanuit Rijsel voortaan via die route, zodat kopmaken in Hirson niet langer nodig was.
Reizigersverkeer tussen Tournes en Hirson werd opgeheven in 1952, dit gedeelte werd gesloten in 1989.

## Treindiensten
De SNCF verzorgt her personenvervoer met TER treinen.
| Serie | Treinsoort | Route                                                                                      | Bijzonderheden |
| ----- | ---------- | ------------------------------------------------------------------------------------------ | -------------- |
| K 61  | TER (SNCF) | Lille-Flandres – Orchies – Valenciennes – Aulnoye-Aymeries – Hirson – Charleville-Mézières |                |

## Aansluitingen
In de volgende plaatsen is of was er een aansluiting op de volgende spoorlijnen:
Charleville-Mézières
RFN 205 000, spoorlijn tussen Soissons en Givet
RFN 205 316, raccordement van Charleville-Mézières
Tournes
RFN 221 000, spoorlijn tussen Tournes en Auvillers
RFN 222 000, spoorlijn tussen Liart en Tournes
Auvillers
RFN 221 000, spoorlijn tussen Tournes en Auvillers
Hirson
RFN 212 000, spoorlijn tussen Hirson en Amagne-Lucquy
RFN 229 000, spoorlijn tussen La Plaine en Anor
RFN 238 000, spoorlijn tussen Busigny en Hirson
RFN 267 000, spoorlijn tussen Fives en Hirson

## Elektrische tractie
Het gedeelte tussen Charleville-Mezières en Tournes werd in 1954 geëlektrificeerd met een spanning van 25.000 volt 50 Hz.